# Pauropsylla ngongae
Pauropsylla ngongae är en insektsart som beskrevs av Jennifer L. Hollis 1984. Pauropsylla ngongae ingår i släktet Pauropsylla och familjen spetsbladloppor.
Artens utbredningsområde är Kenya. Inga underarter finns listade i Catalogue of Life.